# Пријатели
„Пријатели ” је југословенски и македонски телевизијски филм из 1985. године. Режирао га је Стојан Стојаноски, а сценарио су написали Владо Малевски и Стојан Стојаноски.

## Улоге
| Глумац           | Улога |
| ---------------- | ----- |
| Јосиф Јосифовски |       |
| Ацо Јовановски   |       |